# Logandu
Logandu is een bestuurslaag in het regentschap Kebumen van de provincie Midden-Java, Indonesië. Logandu telt 3749 inwoners (volkstelling 2010).